# Mamadou Tandja

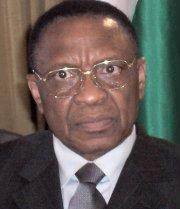
Mamadou Tandja, 2007

Mamadou Tandja (* 1938 in Maïné-Soroa; † 24. November 2020 in Niamey) war ein nigrischer Politiker der Partei Nationale Bewegung der Entwicklungsgesellschaft (MNSD-Nassara). Er war von 1999 bis zu seinem Sturz 2010 Präsident des Landes.

## Leben
Mamadou Tandja besuchte die Grundschule in seinem Geburtsort Maïné-Soroa. Von 1955 bis 1959 ging er auf die Militärschule in Katibougou in Mali. 1959 begann er als Unteroffizier seine Laufbahn bei den Streitkräften Nigers, bei denen er über drei Jahrzehnte diente und sukzessive höhere Offiziersgrade erlangte. Von 1959 bis 1963 setzte er seine militärische Ausbildung an der Unteroffizierschule in Antananarivo fort. 1965 besuchte er die Offiziersschule in Bouaké. In den 1960er Jahren war er unter anderem Kommandant im Militärlager Tondibiah in der Hauptstadt Niamey und Kommandant der motorisierten Einheit in Dirkou.
Tandja war 1974 als Mitglied des Obersten Militärrats maßgeblich am Sturz des nigrischen Präsidenten Hamani Diori beteiligt. Nachdem er ab 1976 den Posten des Präfekten des Departements Maradi innegehabt hatte, diente er in der neuen Regierung unter Seyni Kountché von 1979 bis 1981 als Innenminister Nigers. Anschließend arbeitete er bis 1988 als Präfekt des Departements Tahoua. Von 1988 bis 1990 war er außerordentlicher Botschafter und Bevollmächtigter in Nigeria und danach bis 1991 erneut als Innenminister tätig. In diesem Jahr beendete Tandja seine Karriere bei den Streitkräften, wo er zuletzt den Rang eines Oberstleutnants besaß, und wurde Präsident der Partei Nationale Bewegung der Entwicklungsgesellschaft. Diesen Posten hatte er bis 1999 inne.
Bei den Präsidentschaftswahlen 1993 bemühte er sich erstmals um das Amt des nigrischen Präsidenten, musste sich aber Mahamane Ousmane geschlagen geben.
Bei den Präsidentschaftswahlen 1996 trat er wieder an, unterlag aber mit nur 15,65 Prozent der Stimmen dem Amtsinhaber Ibrahim Baré Maïnassara. Nach dessen Ermordung und der vorübergehenden Übernahme der Macht durch eine Militärjunta fanden im Oktober und November 1999 erneut Wahlen statt. In der ersten Runde der Präsidentschaftswahlen von 1999 erhielt Tandja 32 Prozent der Stimmen. Bei der Stichwahl konnte er sich dann mit 60 Prozent der Stimmen gegen den früheren Ministerpräsidenten Mahamadou Issoufou durchsetzen.
Tandja trat sein Amt am 22. Dezember 1999 an und ernannte Hama Amadou zu seinem Ministerpräsidenten. In seiner Amtszeit konzentrierte sich Tandja auf die wirtschaftliche Entwicklung des Landes und den Abbau der Staatsverschuldung. Er fuhr die Staatsausgaben drastisch herunter. 2001 protestierten die Studenten der Abdou-Moumouni-Universität Niamey gewaltsam gegen die Kürzung ihrer Ausbildungsförderung. 2002 rebellierten einige Soldaten gegen ihre Unterbezahlung. Loyale Militäreinheiten schlugen diese Rebellion nieder. Tandja kam in diesem Zusammenhang unter politischen Beschuss, da er die Berichterstattung über die Rebellion untersagte. Ab Februar 2002 war er amtierender Präsident der Niger Basin Authority. Im Dezember 2002 wurde er amtierender Präsident der Westafrikanischen Wirtschafts- und Währungsunion und im März 2003 amtierender Präsident der Gemeinschaft der Sahel-Sahara-Staaten.
Bei den Präsidentschaftswahlen im November und Dezember 2004 bewarb sich Mamadou Tandja um eine zweite Amtszeit als nigrischer Staatspräsident und gewann. Hama Amadou wurde wieder zum Ministerpräsidenten ernannt.
Da die nigrische Verfassung nur zwei Amtszeiten für den Staatspräsidenten zuließ, setzte Tandja im August 2009 ein Referendum über eine neue Verfassung durch. Zuvor hatte er das Parlament und das Verfassungsgericht aufgelöst, da sich beide Organe gegen das Referendum ausgesprochen hatten. Am 20. Oktober 2009 hielt Präsident Tandja Parlamentswahlen in Niger ab, die von den Oppositionsparteien boykottiert wurden. Wegen der umstrittenen Wahlen setzte die Westafrikanische Wirtschaftsgemeinschaft (ECOWAS) die Mitgliedschaft Nigers aus.
Am 18. Februar 2010 wurde Tandja vom Militär gestürzt. Er wurde zunächst auf einem Militärstützpunkt in Niamey festgehalten. In weiterer Folge wurde er in Niamey unter Hausarrest gestellt und Anfang 2011 in das Zivilgefängnis Zentrum für berufliche Wiedereingliederung Kollo überstellt. Ihm wurden Beihilfe zur Unterschlagung, Vetternwirtschaft und – wegen des angestrebten Verfassungsreferendums – Eidbruch vorgeworfen. Ein Berufungsgericht sprach ihn von allen Anschuldigungen frei. Tandja wurde im Mai 2011 aus dem Gefängnis entlassen. Im Oktober 2012 nahm der Rat der Republik seine Arbeit auf, dem Tandja laut Verfassung als ehemaliger Staatspräsident angehörte.

## Ehrungen
- Kommandeur der Ehrenlegion (1982)
- Großkreuz des Nationalordens Nigers (1999)